# Browning Auto-5
Browning Automatic 5 (іноді Auto-5 або A-5) — самозарядна рушниця, розроблена Джоном Браунінгом. Перша самозарядна рушниця з вдалою будовою, яку виробляли аж до 1998 року. Ця зброя може заряджатися одночасно п'ятьма патронами, чотири в магазині і один в патроннику, хоча в сучасних моделях часто є заглушки в магазині.
Remingtom Arms і Savage Arms також продавали свої варіанти А-5 варіанти під назвою Remington Model 11 і Savage Model 720, які були майже ідентичні оригіналу, за виключенням відсікання магазина як на Browning.

## Історія

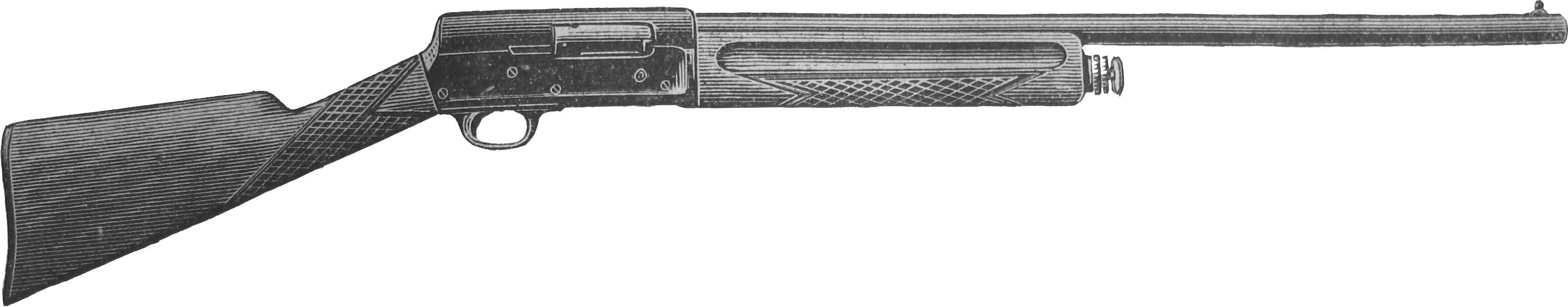
Зображення Авто-5 у каталозі 1909 року.

Browning Auto-5 був першим напівавтоматичним дробовиком. Спроектований Джоном Браунінгом у 1898 році і запатентований у 1900 році, він 100 років вироблявся кількома компаніями. Виробництво припинилося в 1998 році, після століття експлуатації. Також у ньому присутня висока задня частина, завдяки чому отримав прізвисько «Горбатий». Верхня частина дії йде прямо назад на рівні зі стволом, а потім різко опускається до приклада. Також були доступні моделі 16 калібру «Sweet Sixteen» (не випускалися між 1976 і 1987 роками).
Цей дробовик активно використовували в військовій службі по всьому світу від Першої світової війни до війни у В'єтнамі. Зброю активно використовували співробітники спеціальної авіаційної служби в малайських надзвичайних ситуацій, бо, на їх думку, напівавтоматичний дробовик ідеально підходив для ближнього бою в джунглях.

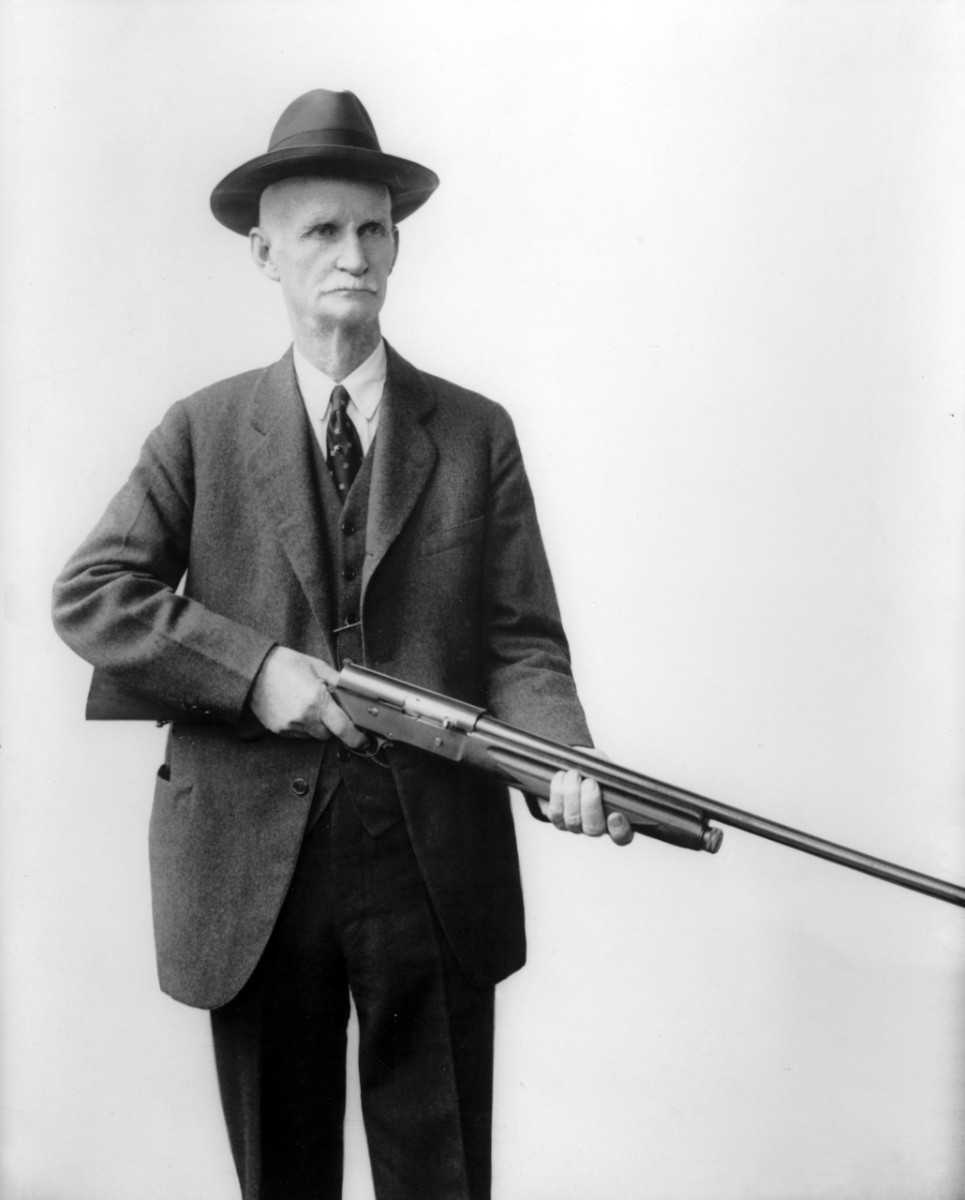
Джон М. Браунінг зі своїм Авто-5

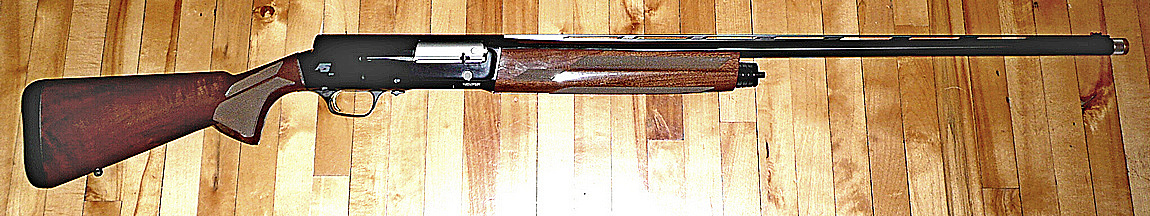
Browning A5 Hunter (2014) з розширеним чоком Invector-DS

Пізніше Джон Браунінг почав представляти свою модель в місцях, де він продав більшість своїх попередніх проектів, тобто Вінчестер і Ремінгтон. Коли Вінчестер відмовився від його умов, Браунінг відправився до Ремінгтона якраз тоді, коли у президента компанії трапився серцевий напад. 
Ці всі обставини змусили Браунінга шукати за кордоном компанію, яка погодилася б на виробництва рушниці. Після свого пошуку він зустрівся з бельгійською Fabrique Nationale de Herstal (FN), яка вже виробляла пістолети Браунінга. Вже в 1902 році він почав своє виробництво. Згодом Браунінг дозволив використання свого дизайну в компанії Remington, яка випустила його як свою модель 11 (1905–1947). Remington Model 11 була першою рушницею з автоматичним заряджанням, виготовленою в Сполучених Штатах. Savage Arms також отримала ліцензію на цей дизайн у Браунінга і випускала його як свою модель 720 в період з 1930 по 1949 рік.
Ця рушниця вироблялася в Бельгії допоки не розпочалася Друга світова війна, бо саме тоді Браунінг переніс виробництво в Remington Arms, в Сполучені Штати. Auto-5 вироблявся Remington разом з Model 11. Приблизно 850 000 рушниць Remington Model 11 виробили, але в 1947 році виробництво припинили. Згодом, в 1952 році, виробництво цих моделей Browning знову повернулося в деокуповану Бельгію, до FN.
У 1975 році більша частина виробництва перейшла до японської компанії Miroku, а вже у 1998 році рушницю А-5 припинили виробляти як застарівшу. Однак, є факти про декілька пам’ятних моделей, створених у FN у 1999 році, як данина пам'яті Браунінгу. В 1983 році цей дробовик став однією моделей з найбільшим числом продажів в історії, відразу після Remington 1100.

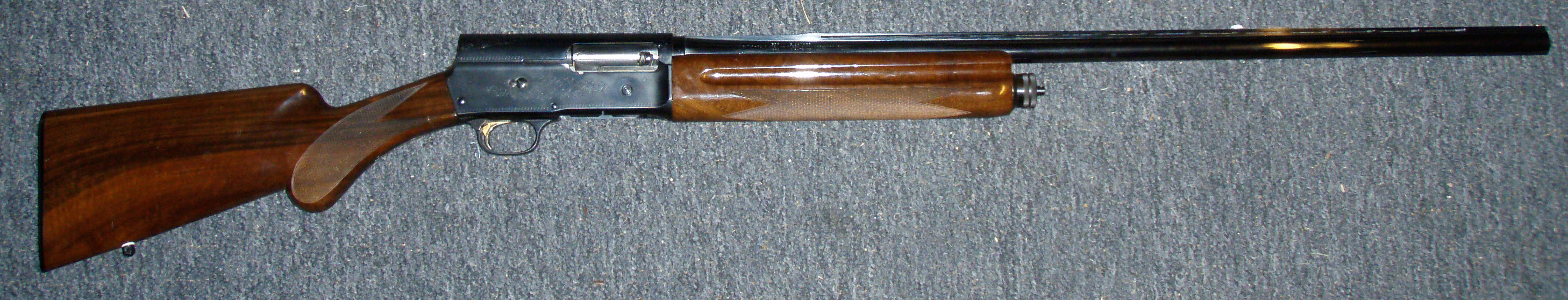
Browning Auto-5 у магнумі 20 калібру (зроблено в Японії)

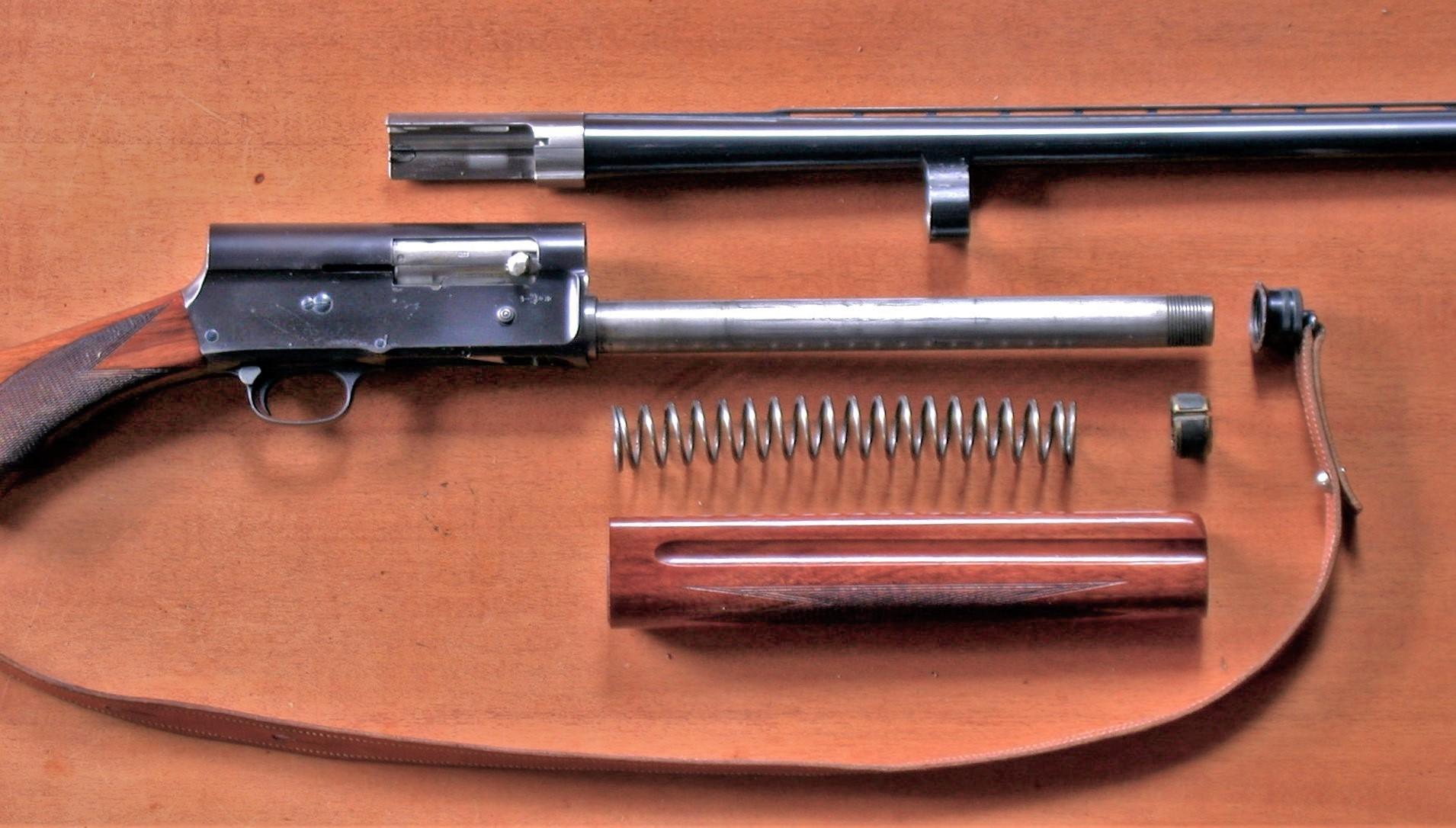
Авто-5 поле зачистили

Browning Auto-5 це, як вже було зазначено, рушниця з довгою віддачею ствола. Снаряди вміщаються в трубчастому магазині, який знаходиться під стволом. Під час пострілу з патронника ствол і затвор віддають разом, і знову вводять курок. Коли ствол повертається вперед у початкове положення, затвор залишається ззаду, і таким чином стріляна гільза викидається через отвір з правого боку ствольної коробки. Потім затвор повертається вперед і вже далі подається інший снаряд із магазина для наступного пострілу. Ці функції довгої віддачі були першими запатентованими і в цілому, і в своєму роді.
Більшість А-5 мають знімні заглушки в магазині, які запобігають завантаженню більше трьох снарядів (два в магазин і один у патронник), щоб відповідати федеральним законам деяких штатів, а також деяким державним правилам полювання. Сама ємність становила п’ять патронів. Якщо патронник відкрито (керівна рукоятка відведена назад), перший снаряд, завантажений у трубку магазина, потрапить безпосередньо в патронник (під отвором для викидання є кнопка ручного закриття затвора), затвор закривається, а всі наступні снаряди подаються в рушницю з магазина. Такої функції не було у попередніх моделях, але була досить схожа, через комплекти для переобладнання та перебудови, і була представлена пізніше в 1950-х роках як стандартна функція з заводу.
У Браунінг Авто-5 присутня система конічних кілець і фрикційної частини а також частини, завдяки яким уповільнюється хід ствола назад. Така установка кілець є дуже важливою для самої якості рушниці та для забезпечення тривалого терміну служби зброї. Фрикційні кільця встановлюються в залежності від типу навантаження на рушницю.